# Alkanna milliana
Alkanna milliana là loài thực vật có hoa trong họ Mồ hôi. Loài này được Sümbül mô tả khoa học đầu tiên năm 1991.